# Mathewsia densifolia
Mathewsia densifolia är en korsblommig växtart som beskrevs av Reed Clark Rollins. Mathewsia densifolia ingår i släktet Mathewsia och familjen korsblommiga växter.

## Underarter
Arten delas in i följande underarter:
- M. d. densifolia
- M. d. stylosa